# Fumadero

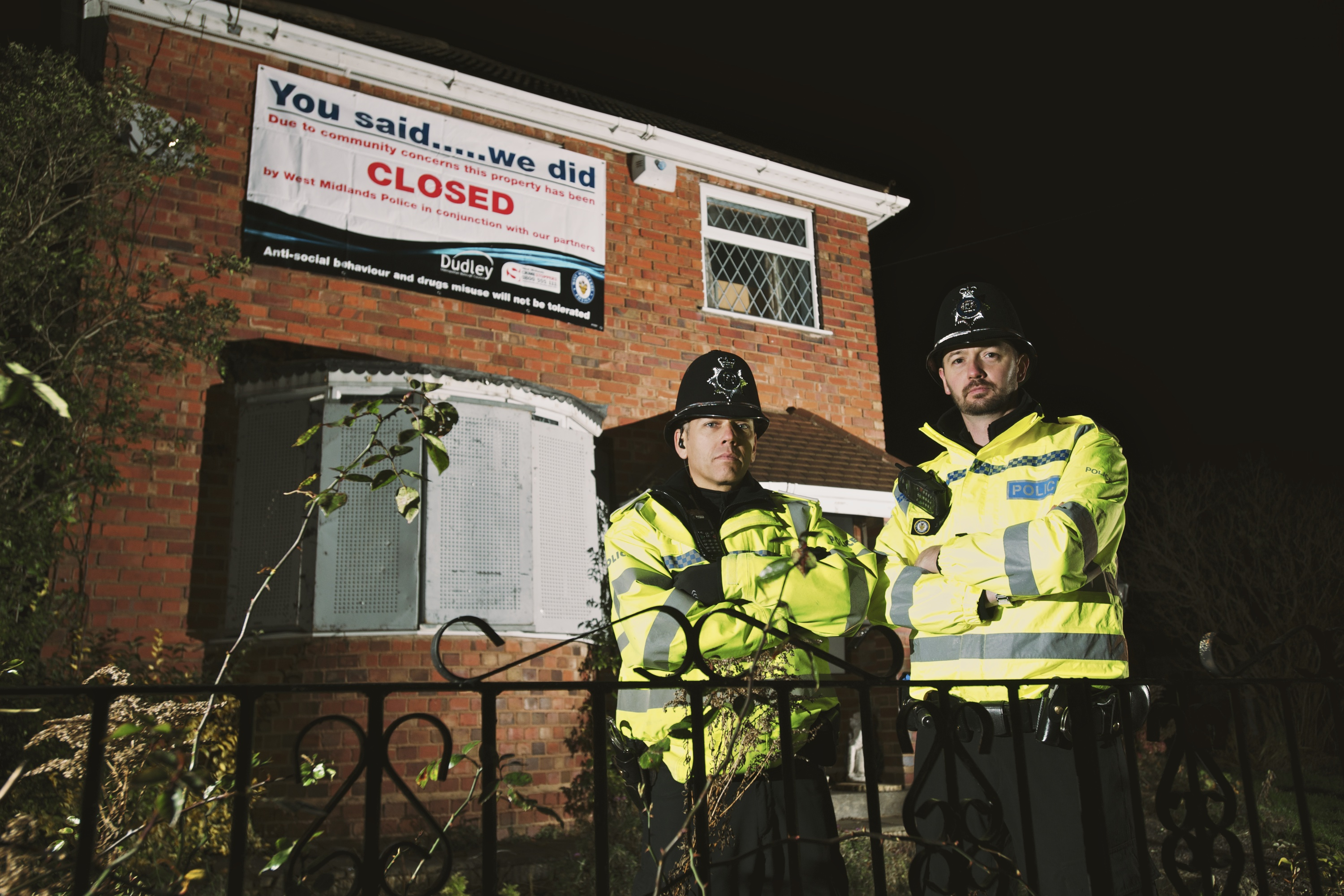
Dos agentes de policía del Reino Unido frente a un picadero ubicado en las Tierras Medias Occidentales.

Un crack house (en español: picadero)[cita requerida] es término usado principalmente en Estados Unidos para referirse a un edificio antiguo,[cita requerida] a menudo abandonado o quemado, generalmente en un vecindario del centro de la ciudad donde los traficantes de drogas y los consumidores de drogas pueden comprar, vender, producir y consumir drogas ilegales, incluyendo -pero no únicamente- cocaína.
En la década de 1980, los barrios céntricos estaban sujetos a una serie de fuerzas, incluyendo vuelo blanco, línea roja, contracción prevista, y retirada de los servicios municipales, tales como recolección de basura. La protección de policía y bomberos del parque de viviendas en estas zonas se redujo en tamaño y calidad. En áreas tales como el South Bronx, Brownsville, Brooklyn, Cyprus Hills, Brooklyn, Jamaica, Queens, Flushing, Poughkeepsie, Utica y Washington D. C. miles de incendios dejaron cuadras enteras arruinadas.
Las agencias de la ciudad tomaron estos mismos barrios como lugares de centros de rehabilitación de drogas, refugios para desamparados, y vivienda pública, llevando a un aumento en la proporción de personas pobres y necesitados en áreas con poblaciones de clase media en disminución. La economía más fuerte en algunos barrios se convirtió en el narcotráfico, para gran disgusto de las organizaciones comunitarias restantes. Los edificios abandonados devastados por un incendio intencional o negligencia formaron puestos perfectos para los traficantes de drogas, ya que eran libres, oscuros, aislados y no habría rastro de papel en forma de recibos de alquiler. La venta de drogas ilegales atrajo otros tipos de delitos violentos en estos barrios exacerbando aún más el éxodo de los residentes.
En algunos casos, los enfurecidos ciudadanos han destruido fumaderos con la esperanza de que al destruir los sitios de las operaciones de droga también podrían expulsar a las industrias ilegales problemáticas de sus barrios.
Muchas de las principales ciudades del interior de Estados Unidos contienen fumaderos.

## En el Reino Unido
La fuerte legislación en Inglaterra y Gales proporciona un mecanismo para la policía y las autoridades locales para cerrar fumaderos que han sido asociados con el desorden o molestias graves.  A menudo, estos fumaderos han sido encontrados en viviendas sociales, que han sido tomadas por los traficantes y usuarios de drogas.  Leyes como la orden de cierre de fumaderos fueron diseñadas para interrumpir el tráfico de drogas clase A y la evidencia anecdótica sugiere que afecta principalmente a los inquilinos alojados socialmente. El efecto es que una vez que se dicta una orden, las instalaciones son clausuradas, y nadie puede entrar en los locales, inicialmente por un período de tres meses, pero esto puede ser ampliado a seis meses sobre la aplicación de la policía.

## En la cultura popular
Los fumaderos han sido un tema ampliamente utilizado en la música hip hop y películas como Crack House y la secuencia del Taj Mahal en la película de Spike Lee Jungle Fever.